# Готем (Англия)
Го́тем (англ. Gotham /ˈɡoʊtəm/) — деревня в Ноттингемшире, в Англии, с населением 1563 человека по переписи 2011 года. Село входит район Rushcliffe.
Название Готем происходит от староанглийского словосочетания «дом коз».

## Церкви
В селе стоит церковь Святого Лаврентия, посвящённая мученику Лаврентию Римскому, построенная в XII веке.